# Brebotte
Brebotte [bʁəbɔt] (deutsch Bruderbach) ist eine französische Gemeinde mit 369 Einwohnern (1. Januar 2022) im Département Territoire de Belfort in der Region Bourgogne-Franche-Comté. Die Einwohner werden Brebottais(es) genannt.

## Geografie
Brebotte liegt zwischen Recouvrance und Autrechêne, zwölf Kilometer südöstlich von Belfort am Canal du Rhône au Rhin im Tal der Bourbeuse in der Nähe der Wasserscheide zwischen dem Rhein und der Rhône. Der Bach Écrevisse fließt durch das Gemeindegebiet.

## Geschichte

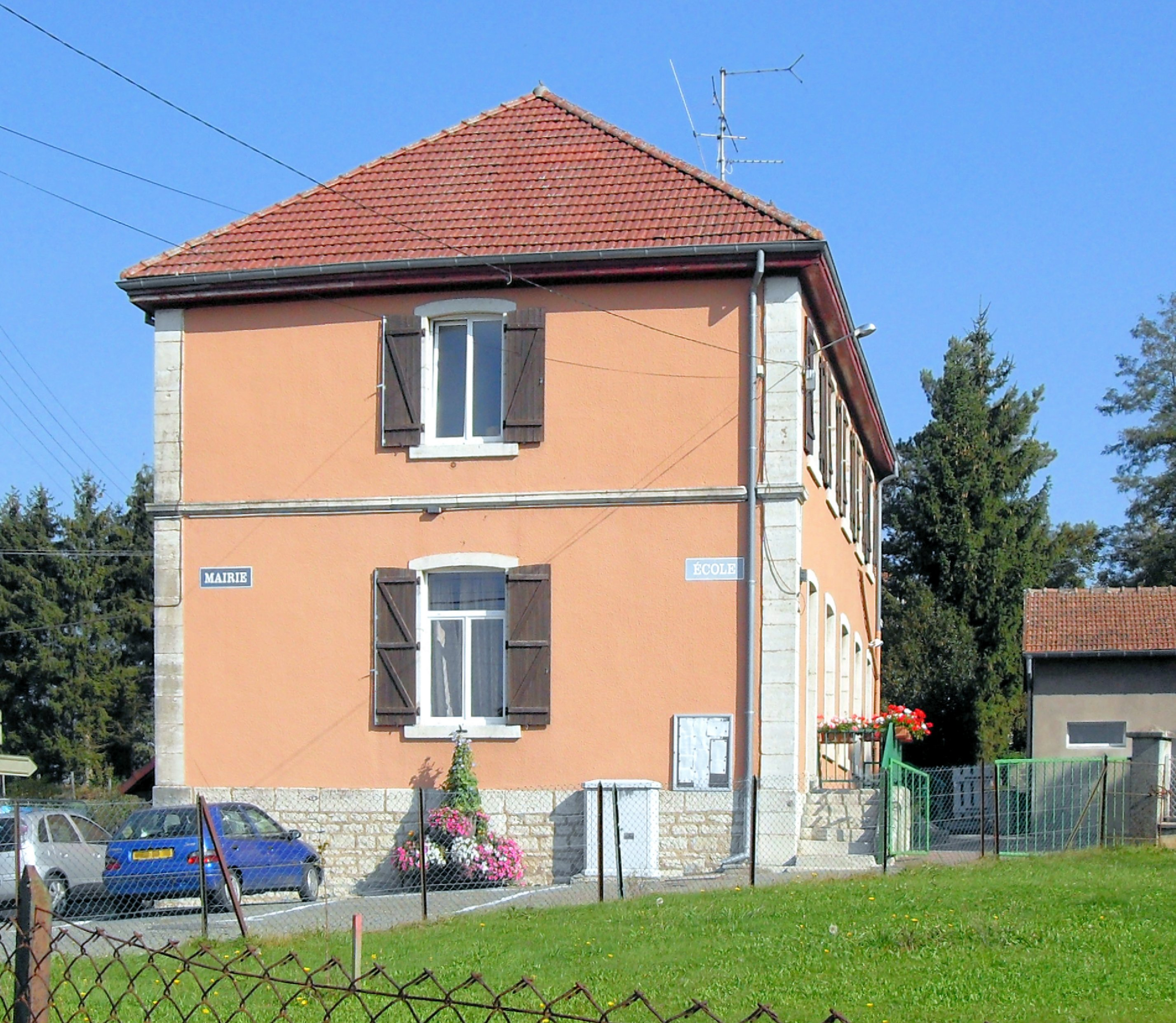
Rathaus- und Schulgebäude

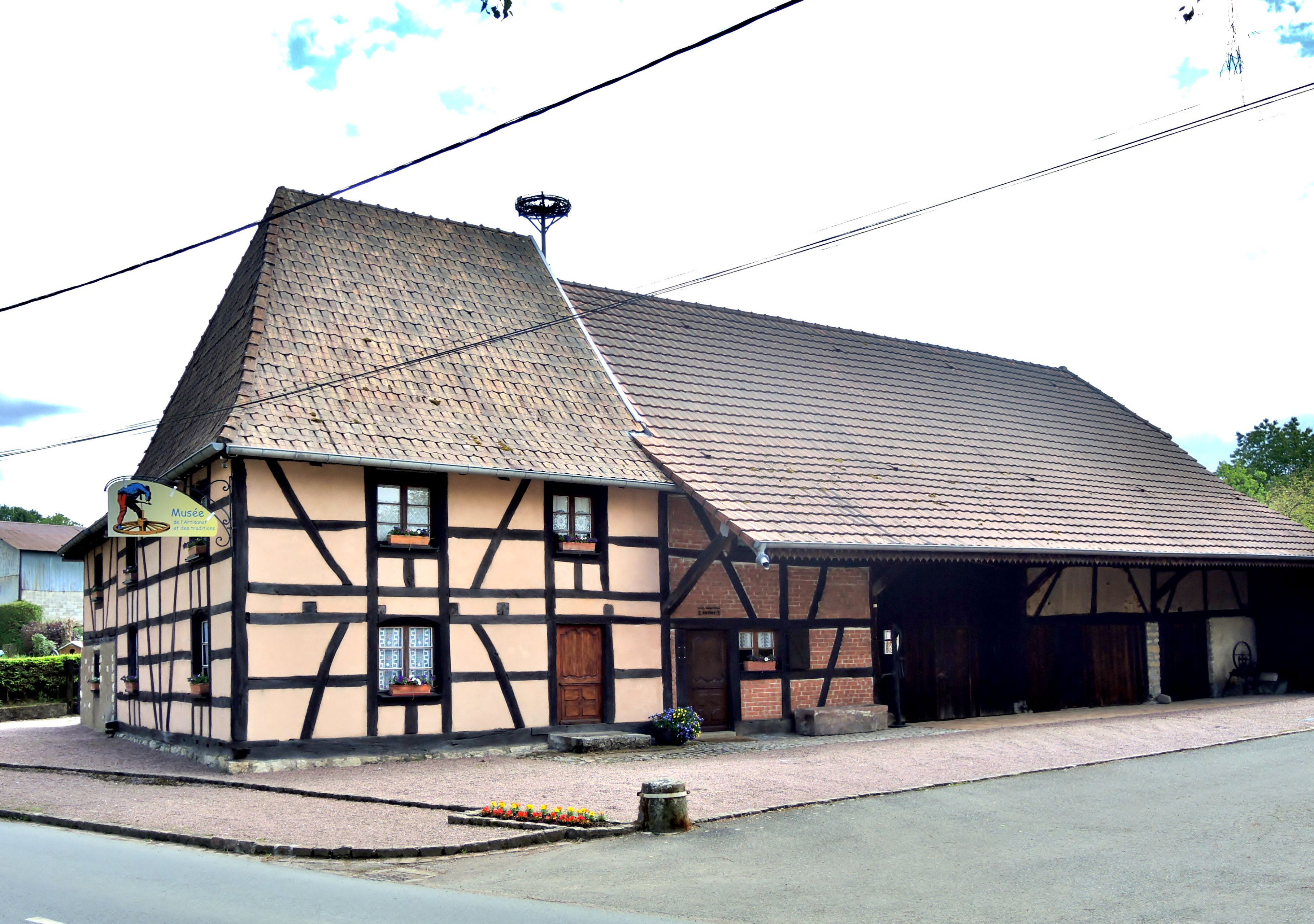
Handwerksmuseum

Im Jahre 1105 wurde der Ort zum ersten Mal urkundlich erwähnt. Sie hieß damals Bourbot, was wahrscheinlich von Boirbe oder Boirbet, patois für „schlammiger Ort“, abgeleitet ist.

### Bevölkerungsentwicklung
| Jahr      | 1962 | 1968 | 1975 | 1982 | 1990 | 1999 | 2006 | 2012 | 2020 |
| Einwohner | 204  | 218  | 226  | 215  | 220  | 260  | 316  | 349  | 400  |

## Politik
Das Wappen der Gemeinde ist silbern, mit einem azurblauen Mittelbalken, auf dem drei goldene Münzen abgebildet sind. Die silberne Farbe repräsentiert den Bach Écrevisse und die Mühle Fleury, der blaue Balken symbolisiert die Tugend der Gerechtigkeit. Die drei goldenen Münzen (Besants) stellen den Zehnt dar, der den Wiederaufbau der Kirche im Jahre 1660 ermöglichte.

## Sehenswürdigkeiten
Eine ursprüngliche Mühle fand sich schon auf der Cassinikarte aus dem 18. Jahrhundert. Sie wurde um 1860 wiederaufgebaut. Die eigentliche Mühle wird von einem Wohngebäude und Pferdeställen flankiert. Das Wohngebäude trägt die Jahreszahl 1858 und die Stallungen die Jahreszahl 1861. Die Mühle selbst wurde um 1960 modernisiert, es wurde unter anderem ein neuer Plansichter eingebaut. Die Getreidemühle Fleury (benannt nach dem Namen der Besitzer) bestand seit 1854 und stellte die Arbeit 1997 ein. Die Mühle ist heute stillgelegt, aber der letzte Müller wohnt noch dort. Es gibt im Ort ein Museum für Handwerkskunst.
Siehe auch: Liste der Monuments historiques in Brebotte

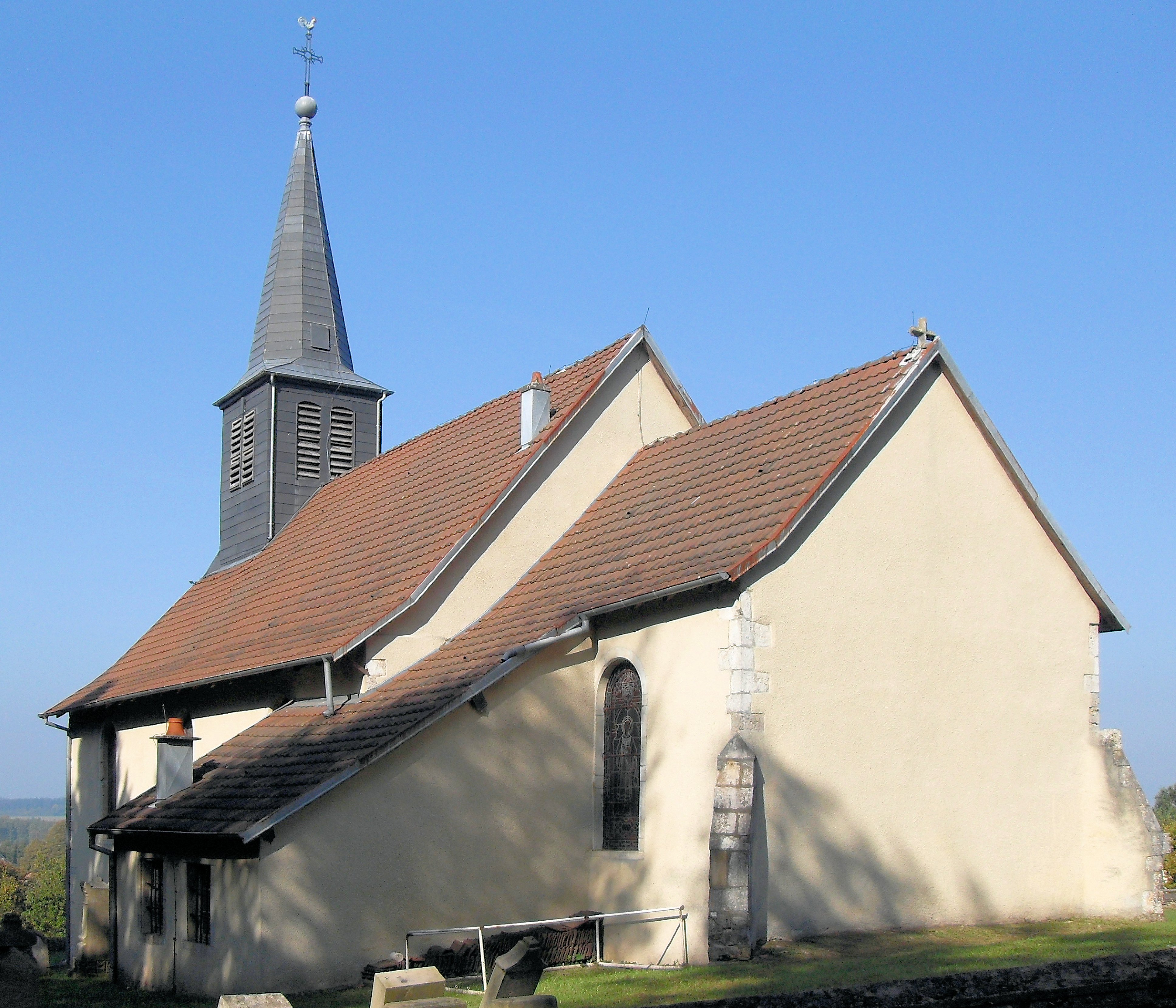
Kirche St. Stephanus, Südostseite
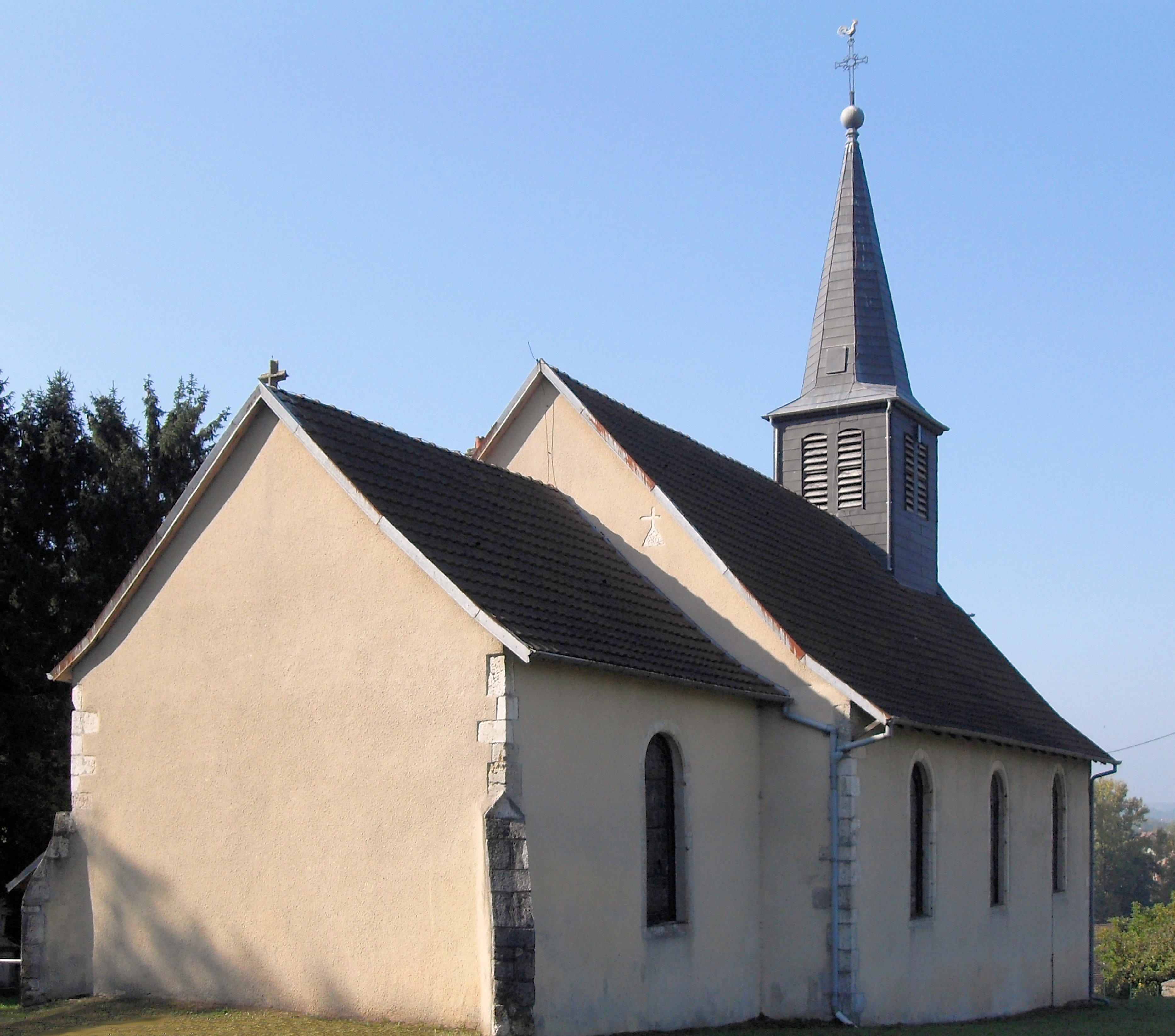
Nordseite der Kirche

## Wirtschaft und Infrastruktur
Es gibt einen Kindergarten und eine Grundschule in Brebotte. Das Handwerksmuseum in Brebotte beherbergt zugleich eine Bücherei.
Das Bild der Gemeinde ist von Wald, Wiesen und Äckern geprägt. Es gab bis 1997 eine Mühle und gibt noch ein Sägewerk vor Ort.
Der nächste Bahnhof der SNCF liegt fünf Kilometer entfernt in der Gemeinde Montreux-Château. Er wird von Zügen der Eisenbahnlinie von Mülhausen nach Belfort angefahren.